# Carex argyrantha
Carex argyrantha är en halvgräsart som beskrevs av Edward Tuckerman och Francis M.B. Boott. Carex argyrantha ingår i släktet starrar, och familjen halvgräs. Inga underarter finns listade i Catalogue of Life.